# Urzelina
Urzelina es una freguesia portuguesa perteneciente al municipio de Velas, situado en la isla de São Jorge, Región Autónoma de Azores. Posee un área de 13,67 km² y una población total de 866 habitantes (2001). La densidad poblacional asciende a 63,4 hab/km². El nombre alternativo de la freguesia es São Mateus.